# Källarglanssnäcka
Källarglanssnäcka (Oxychilus cellarius) är en snäckart som först beskrevs av Otto Friedrich Müller 1774. Enligt Catalogue of Life ingår Källarglanssnäcka i släktet Oxychilus och familjen Zonitidae, men enligt Dyntaxa är tillhörigheten istället släktet Oxychilus och familjen glanssnäckor. Arten är reproducerande i Sverige. Inga underarter finns listade i Catalogue of Life.

## Bildgalleri

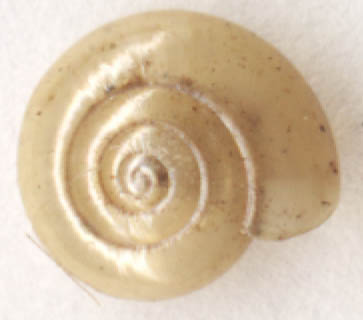
Källarglanssnäckans skal blir upp till 12 mm brett.